# ELNA 5
ELNA 5 ist die Bezeichnung für eine Reihe von Tenderlokomotiven, die nach den Normen des ELNA gebaut wurden. Die ELNA 5 haben die Achsfolge 1’C. Sie sind für den leichten Streckendienst ausgelegt und erreichen eine Höchstgeschwindigkeit von 50 km/h.
Wie alle ELNA-Lokomotiven verfügen sie über eine Kupferfeuerbüchse. Der Rahmen ist aus 20 mm dicken Blechplatten gefertigt, zwischen denen der Wasserbehälter eingehängt ist. Der Antrieb erfolgt auf die dritte Achse. Die Vorlaufachse wurde anfangs als Adamsachse, bei späteren Lokomotiven als Bisselgestell ausgeführt. Die Fahrzeuge verfügen über Kolbenschieber und eine außenliegende Heusinger-Steuerung.
Da auf die Wünsche der Besteller eingegangen wurde, unterschieden sich die Lokomotiven in einzelnen Teilen.
Die 1949 von der DR übernommenen Maschinen wurden überwiegend als Baureihe 91.64 in das Nummernschema eingereiht.

Betriebsfähig bei Museumsbahnen erhaltene ELNA 5
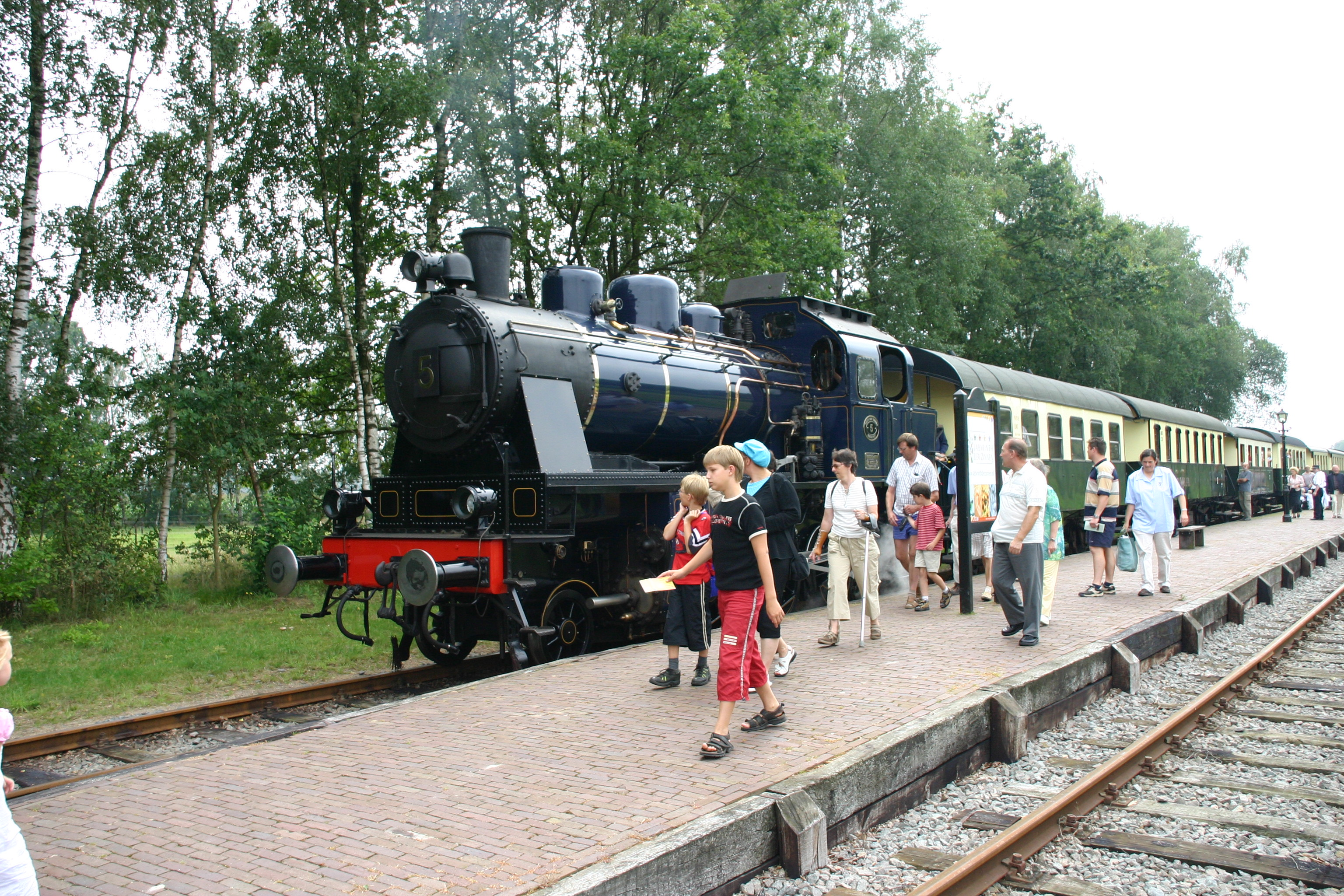
MBS Nr. 5 „Elna“ bei Boekelo
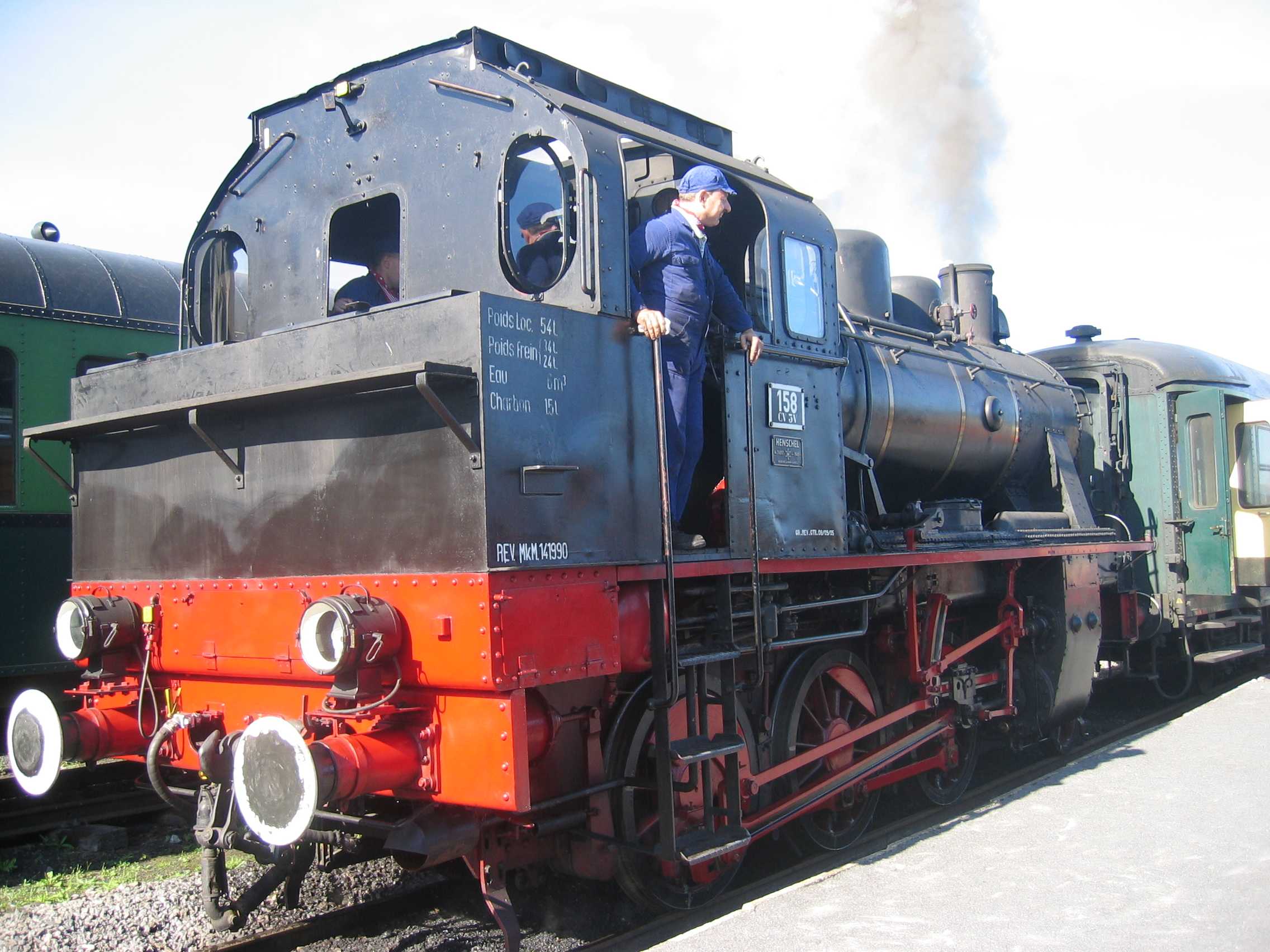
CFV3V Nr. 158 in Mariembourg …
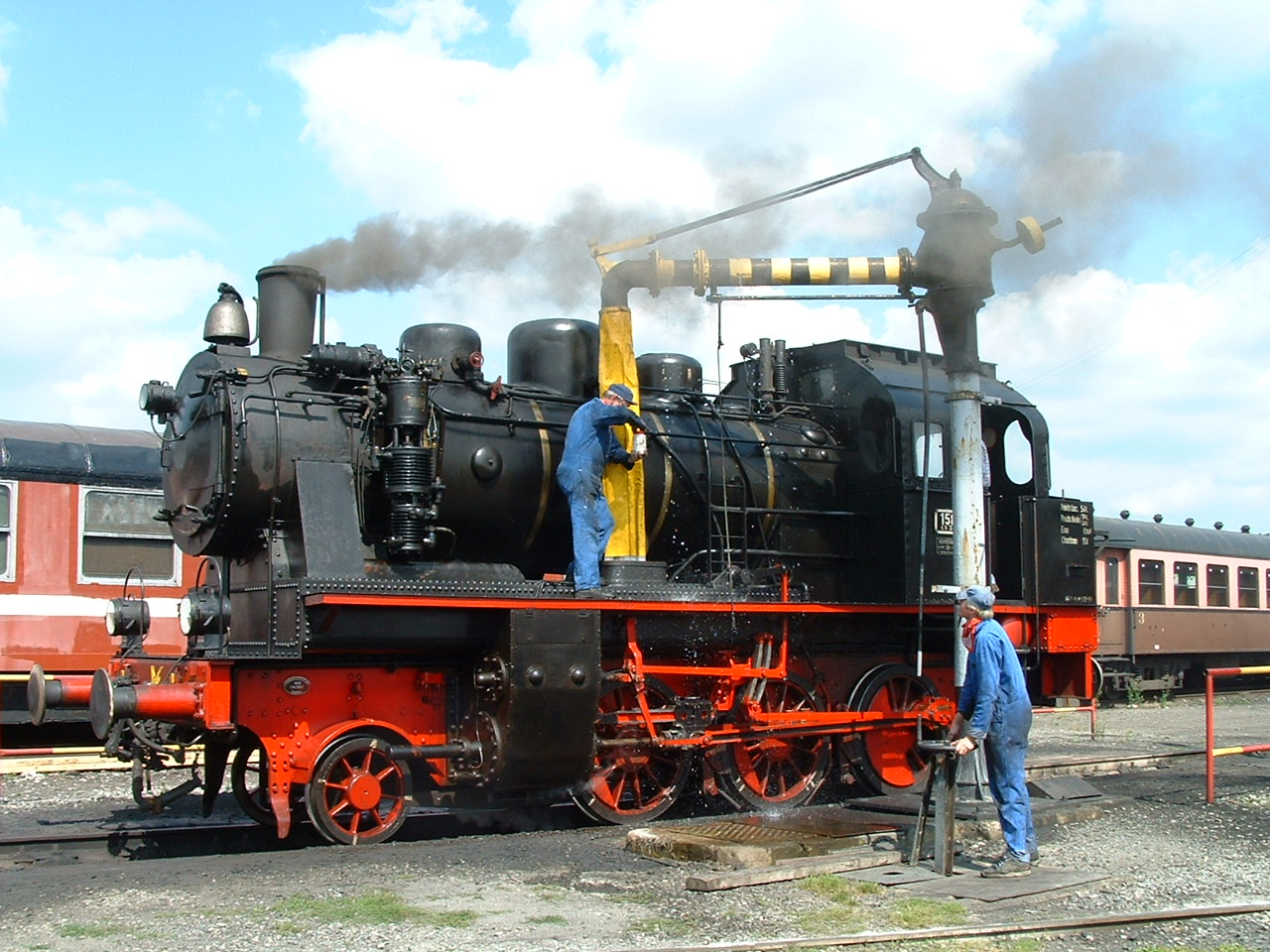
… beim Wasserfassen …
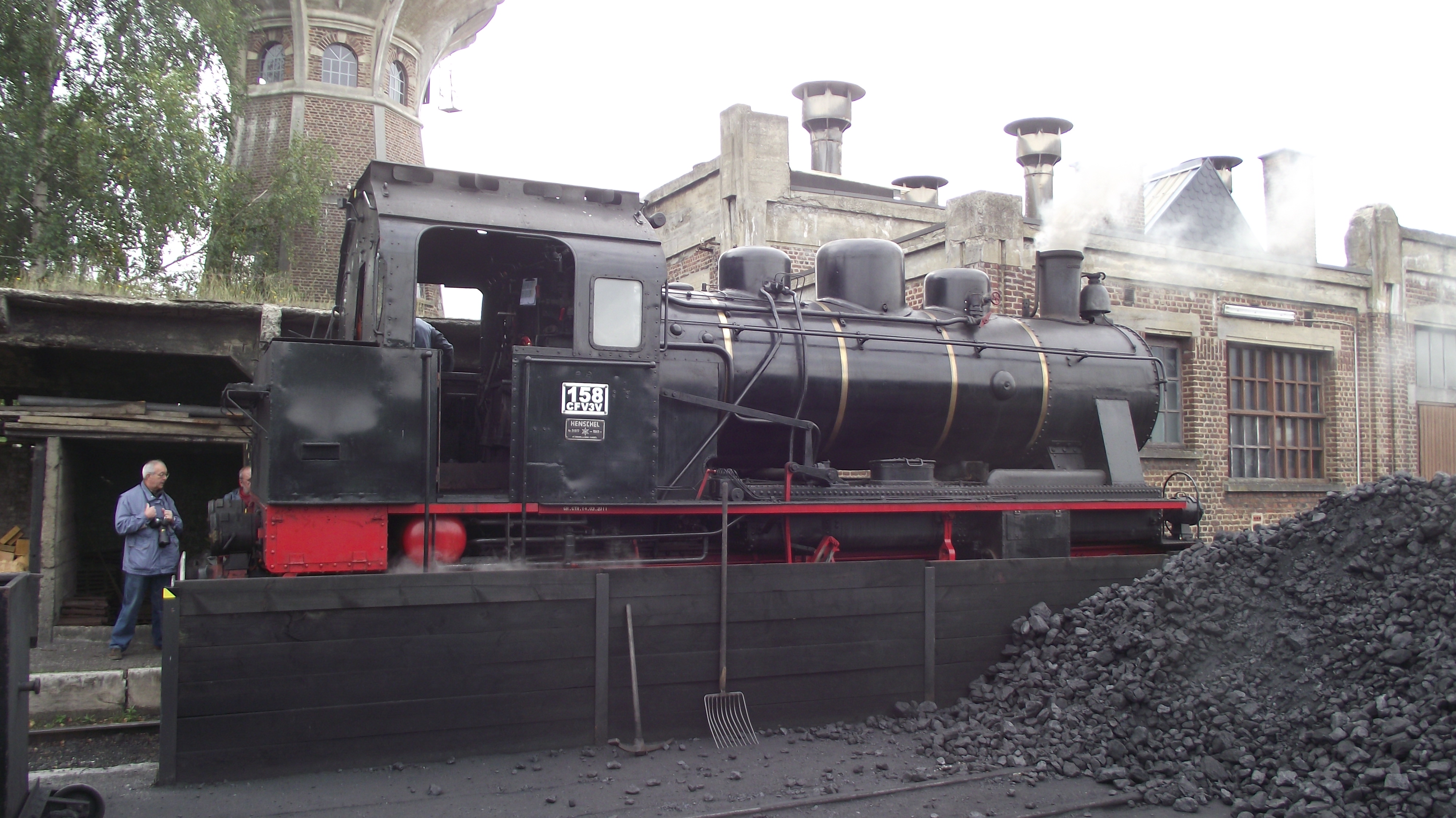
… und bei der Bekohlung.

Zwei ursprünglich von Henschel & Sohn an die Teutoburger Wald-Eisenbahn ausgelieferte ELNA 5-Loks sind bis heute betriebsfähig erhalten geblieben: Henschel Nr. 20818 (ehemals TWE Nr. 152, Baujahr 1927) als MBS Nr. 5 „Elna“ bei der niederländischen Museum Buurtspoorweg zwischen Haaksbergen und Boekelo, Henschel Nr. 24917 (ehemal TWE Nr. 154, Baujahr 1940) als CFV3V Nr. 158 bei der belgischen Museumsbahn Chemin de fer à vapeur des 3 vallées zwischen Mariembourg und Treignes.